# Leafs Nation Network

Logo de Leafs TV (2001–2017)

Leafs Nation Network était une chaîne de télévision sportive canadienne anglophone spécialisée de catégorie B consacrée à la franchise de hockey sur glace des Maple Leafs de Toronto ainsi qu'aux Marlies de Toronto. Elle n'était disponible qu'en Ontario, sauf dans le secteur d'Ottawa (Est de l'Ontario). Elle a mis fin à ses activités le 31 août 2022.

## Histoire
Après avoir obtenu une licence auprès du CRTC en décembre 2000 pour le service Maple Leaf Channel, Maple Leaf Sports & Entertainment a lancé la chaîne le 7 septembre 2001 sous le nom de Leafs TV.
La version haute définition a été lancée en novembre 2006 seulement durant les matchs, puis a offert de la programmation HD à temps plein dès juin 2011.
Le Régime de retraite des enseignantes et des enseignants de l'Ontario qui détient 79,5 % des actions dans Maple Leaf Sports & Entertainment ont vendu la majorité de leurs actions à un consortium formé de Rogers Communications, Bell Canada et BCE Master Trust Fund (plan de pension de Bell). La transaction est en révision devant le Bureau de la concurrence du Canada et du CRTC, et conclue à l'été 2012.
Le 16 août 2022, Lance Hornby du Toronto Sun a rapporté que MLSE avait annoncé que la chaîne cesserait d'émettre le 31 août. À la demande de MLSE, le CRTC a officiellement révoqué la licence de Leafs Nation Network le 1er septembre.